# Tetuán (metropolitana di Barcellona)
Tetuán è una stazione della L2 della metropolitana di Barcellona, inaugurata nel 1995, con l'apertura del primo tratto dell'allora nuova Linea 2.
La stazione è situata sotto la Gran Via de les Corts Catalanes, nel distretto dell'Eixample, di Barcellona.